# Emily Haine
Emily Haine es una actriz de cine y televisión canadiense nacida en Vancouver, Columbia Británica, reconocida por su papel de Noreen Vanderslice en la serie de televisión estadounindese Fargo y de Cara en la serie Van Helsing, además de su participación en películas como Deadpool y The Midnight Man.

## Carrera
Nacida de un padre austríaco y una madre franco-canadiense, Emily se trasladó a Londres cuando terminó sus estudios para iniciar una formación teatral en el estudio The Actors Temple. Más tarde regresó a Vancouver donde se unió a una banda de punk rock y se matriculó en una escuela de arte. Después de hacer parte del reparto de algunas películas en 2014 como Happy Face Killer y Mikhoney en papeles menores, Haine fue escogida en 2015 para interpretar a Noreen Vanderslice en la serie de televisión estadounidense Fargo, actuando en la segunda temporada de la misma, específicamente en ocho episodios. En 2016 tuvo un pequeño papel en la cinta de Marvel Deadpool y apareció en la película de horror The Midnight Man ese mismo año. En 2017 interpretó a Cara en la serie de televisión Van Helsing junto a Kelly Overton y Vincent Gale.

## Filmografía

### Cine y televisión
- 2021 - The Mighty Ducks: Game Changers[4]

- 2019 - Chilling Adventures of Sabrina[5]
- 2017 - Van Helsing
- 2017 - Be True
- 2017 - Signed, Sealed, Delivered: Home Again
- 2017 - Gregoire
- 2016 - The Midnight Man
- 2016 - A Legacy of Whining
- 2016 - Motive
- 2016 - Deadpool
- 2015 - Primal Shift
- 2015 - Fargo
- 2015 - Sobrenatural
- 2014 - Sleep
- 2014 - Milkhoney
- 2014 - Happy Face Killer